# Francisco de Narváez
Francisco de Narváez Steuer alias El Colorado ou Pancho est un entrepreneur et homme politique colombien naturalisé argentin né le 22 septembre 1953 à Bogota. En mars 2011 sa fortune personnelle est estimée à 700 millions de dollars.
Il est l'un des actionnaires de la chaîne de télévision argentine América TV, avec Grupo Uno, une société créée et dirigée par l'homme d'affaires Daniel Vila et l'ancien homme politique et homme d'affaires José Luis Manzano (es). 
Il est aussi actionnaire, avec son frère Carlos De Narváez, et Andy Deutsch, d'un important groupe d'entreprise colombienne, argentine, équatorienne, et uruguayenne, incluant entre autres la chaîne de supermarché sud américaine Tía SA, la chaîne de supermarché Uruguayenne Tienda Inglesa, la chaîne de télévision argentine América TV, la société immobilière Ribera Desarrollos SA, le producteur argentin de fruits Ayuí S.A, le producteur de textiles argentin Industria Textil Argentina (INTA) S.A., le journal argentin Ámbito Financiero, Selecta S.A...
Aujourd'hui, Francisco De Narvaez Steuer est député de la province de Buenos Aires.

## Histoire familiale
Son grand-père maternel, Karel Steuer, a été l'image de la famille la plus influente. Ce dernier était le propriétaire de la chaîne de supermarchés Te - Ta en Tchécoslovaquie.
La chaîne a commencé ses opérations dans le vieux Prague, lorsque la ville était la capitale de la Tchécoslovaquie. Associé à son compatriote et ami Federico Deutsch, ils ont étendu la chaîne à la Roumanie et la Yougoslavie sous ce nom. L'expansion de l'entreprise a duré jusqu'à la veille de la Seconde Guerre mondiale.
Forcé par la Seconde Guerre mondiale, les Steuer et les Deutsch ont émigré en Amérique du Sud en laissant tout derrière eux, s'installant à Bogota, en Colombie, et recommençant  les opérations de la chaîne de supermarché en 1940 sous le nom de Tía SA (Tiendas Industriales Asociadas SA). Ils ont par la suite étendu avec beaucoup de succès la chaîne à l'Argentine, l'Équateur, le Pérou et l'Uruguay.
Du côté de son père, De Narvaez est issu d'une éminente famille traditionnelle colombienne travaillant dans le commerce du café.